# Victor White
Victor Francis White (1902–1960) byl anglický dominikánský kněz, který si dopisoval a spolupracoval s Carlem Gustavem Jungem. Zpočátku ho hluboce přitahovala Jungova psychologie, ale když byla Jungova Odpověď na Joba publikována v angličtině, podrobil ji velmi kritickému přezkumu. Mezi jeho díla patří Soul, Psyche a God and the Unconscious. Jung a White si užili sérii korespondence a Jung byl natolik ohromen některými Whiteovými myšlenkami, že pozval Whitea do svého útočiště v Bollingenu, kde byli zváni pouze Jungovi velmi blízcí přátelé. Korespondenci mezi Jungem a Whiteem publikovali Lammers a Cunningham (2007). Zatímco White byl velkým obdivovatelem Junga, byl někdy vůči Jungovi velmi kritický. Například kritizoval Jungovu esej o pojetí jáství a obvinil Junga, že je příliš svázán s manichejským dualismem. Byl také poněkud kritický vůči Jungově představě tzv. privatio boni jako prostředku k pochopení problému zla.